# Asematie, Haapamäki
Asematie är en väg i tätorten Haapamäki i Keuru stad i Finland. Vägen går från korsningen med Pihlajavedentie i Haapamäkis centrum, via järnvägsstationen och bron Heikinsilta, fram till ingången till Haapamäkis ånglokomotivpark.